# Línea 1 (TRAM de Castellón)
La Línea 1 del TRAM de Castellón une la Universitat Jaume I con el Grao de Castellón por vía reservada, habiendo sido inaugurado el primer tramo de la línea el 25 de junio de 2008 entre el recinto universitario y el parque Ribalta, y el restante hasta el Grao de Castellón, el 20 de diciembre de 2014.

## Descripción
Es la primera y única línea en funcionamiento del transporte metropolitano de Castellón. Comienza en el Ágora de la Universitat Jaume I y sale del recinto de la UJI por el Paseo de la Universidad, donde realiza un total de dos paradas, una al comienzo de la vía y otra junto al Río Seco. Tras enlazar con el Paseo Morella, el TRAM llega a la Estación de FF.CC. - Bus, en donde, mediante un futuro intercambiador modal se podrá acceder directamente a ella. Tras atravesar la Calle Pintor Oliet, y finalizar el Paseo Morella, el trolebús llega al Parque Ribalta, donde finaliza esta primera fase de la Línea 1.

### Tramo I
Es el primer tramo construido de esta línea, comprendido entre la Universitat Jaume I y el parque Ribalta. Se inauguró en junio de 2008, trazándose el carril TRAM reservado para el trolebús por el eje central del paseo de la Universidad, y el lateral meridional del paseo Morella.

### Tramo II
Es el tramo de cruce del parque Ribalta, entre el paseo Morella y la plaza la Independencia. Fue inaugurado en 2010, aunque por el momento, el TRAM no circula por este tramo, ya que actualmente se encuentra ilegalizado por una sentencia del Tribunal Superior de Justicia valenciano que lo declaró ilegal en 2012, ratificado por el Supremo. En esta situación, el TRAM realiza el mismo recorrido pero rodeando el Parque Ribalta por la calzada compartida con el tránsito de vehículos.

#### Controversia
La sobre el paso del trolebús a través del Ribalta por parte de ciudadanos y entidades públicas (Consejo Valenciano de Cultura, Real Academia de Bellas Artes de San Carlos, Universidad Politécnica de Valencia, Universidad Jaime I y el Colegio de Arquitectos de Castellón), por la posible degradación del parque producida por su paso. Finalmente, las obras se realizaron y terminaron en 2010, a la espera de la ampliación hacia el centro de la ciudad.

### Tramo III
Se sitúa todo él en la calle Zaragoza (entre la plaza la Independencia y la calle Colón), donde la plataforma del TRAM se sitúa en el lateral norte de la vía, permitiendo el paso solo de residentes y carga y descarga por el carril sur. Así mismo, se ha restringido el acceso de vehículos a través de este vial a la avenida Rey Don Jaime, teniendo estos que desviarse por la calle Trullols y plaza Huerto Sogueros.

### Tramo IV
Comprende la calle Colón y la plaza Cardona Vives. En el primer caso (debido a la estrechez de la vía), el carril reservado comparte circulación con el tráfico rodado de residentes y carga y descarga. La segunda parte (plaza Cardona Vives) utiliza el antiguo carril sur de circulación para el tránsito del trolebús, carril reservado de nuevo únicamente al TRAM.
Como peculiaridad, en entre tramo, el TRAM solo circulará en sentido este (como se dice antes, debido a la estrechez de la calle y la imposibilidad de cruce de dos vehículos en sentidos opuestos). El sentido contrario, el TRAM lo realizará por vías paraleras, lo que se ha denominado Tramo IVB.

### Tramo IVB
Es el tramo paralelo al IV, por donde se traza la línea 1 del TRAM en sentido UJI desde la avenida del Mar, a través de la calle Gobernador Bermúdez de Castro, calle Escultor Viciano, plaza La Paz, calle Gasset, Puerta del Sol, calle Ruiz Zorrilla y avenida Rey Don Jaime.
La plataforma del TRAM se sitúa en el lateral oeste de la calle Gobernador Bermúdez de Castro (sentido sur), enlazando con la Puerta del Sol a través de las calles Escultor Viciano (donde al igual que en la calle Colón, el TRAM comparte circulación con el tráfico rodado de residentes y autorizados debido a la estrechez de la vía) y Gasset (por donde el TRAM circula por el carril norte de la calle, dejando el sur para los vehículos). Pasada la Puerta del Sol, el TRAM se traza por la calle Ruíz Zorrilla de igual forma que en la calle Escultor Viciano, para desembocar en la avenida Rey Don Jaime, situándose en la calzada este de la vía (sentido norte), dejando el carril oeste (sentido sur) al paso de vehículos privados, y enlazando de nuevo con la calle Zaragoza.

### Tramo V
Se ubica en el tramo urbano de la avenida del Mar. La actuación comprende la transformación de la calzada sur (sentido Grao) en la plataforma reservada para el TRAM. De este modo, la vía (en este tramo urbano) ha pasado a ser solo de entrada a la ciudad, mientras que la salida de vehículos hacia el este se desviaría por la paralela avenida Hnos. Bou, que en un primer momento pasaría a ser únicamente sentido salida de la ciudad hacia el Grao de Castellón, y finalmente se ha mantenido el doble sentido de circulación, aunque restringiendo de dos a un carril el sentido entrada a la ciudad, debido a la inserción de un carril bici en el lateral más septentrional de la vía.

### Tramo VI
Se sitúa en el tramo interurbano de la avenida del Mar, entre la avenida Columbretes y el camino Serradal. Es el tramo más largo del proyecto, y ha supuesto, como en la mayoría de los tramos, una remodelación completa de la vía, para ubicar el carril reservado del TRAM en la parte central de la misma, y dos carriles de circulación para cada sentido en los laterales, así como aceras y carril bici.

### Tramo VII
Es el último tramo del proyecto, situado ya en el centro urbano del Grao de Castellón, más exactamente en la calle Serrano Lloveras. El carril TRAM se ubica de nuevo en la parte central de la vía, dejando un carril para cada sentido y acera en cada lateral.

## Recorrido
| Dirección GRAU                    | Dirección GRAU | Dirección GRAU |
| Parada                            | Enlaces        |                |
| --------------------------------- | -------------- | -------------- |
| UNIVERSITAT JAUME I               |                |                |
| Raval Universitari                |                |                |
| Pont Segle XXI                    |                |                |
| Estació Intermodal                |                |                |
| Passeig Morella-Parc Ribalta      | * *            |                |
| Tetuan                            |                |                |
| Cardona Vives                     |                |                |
| Avinguda del Mar-Antic Asil       |                |                |
| Avinguda del Mar-Torreblanca      |                |                |
| Avnguda del Mar-Columbretes       |                |                |
| Avinguda del Mar-Recinte Firal    |                |                |
| Avinguda del Mar-Autovia del Port |                |                |
| Avinguda del Mar-Donació          |                |                |
| Avinguda del Mar-Patos            |                |                |
| Avinguda del Mar-Institut         |                |                |
| GRAU                              |                |                |

| Dirección UNIVERSIDAD JAIME I | Dirección UNIVERSIDAD JAIME I | Dirección UNIVERSIDAD JAIME I |
| Parada                        | Enlaces                       |                               |
| ----------------------------- | ----------------------------- | ----------------------------- |
| GRAO                          |                               |                               |
| Avda. del Mar #4              |                               |                               |
| Avda. del Mar #3              |                               |                               |
| Avda. del Mar #2              |                               |                               |
| Avda. del Mar #1              |                               |                               |
| Recinto Castellón             |                               |                               |
| Columbretes                   |                               |                               |
| Torreblanca                   |                               |                               |
| Cardona Vives                 |                               |                               |
| Gobernador                    |                               |                               |
| Rey Don Jaime                 |                               |                               |
| Zaragoza                      |                               |                               |
| Ribalta                       | *                             |                               |
| Estación Intermodal           |                               |                               |
| Río Seco                      |                               |                               |
| Sos Baynat                    |                               |                               |
| UNIVERSIDAD JAIME I           |                               |                               |

* En enlace no se realiza en la misma parada